# 1820 w literaturze
Wydarzenia literackie w 1820 roku.

## Nowe dramaty
- polskie
  - Alojzy Feliński – Barbara Radziwiłłówna (pierwsze wydanie, ukończony w 1811)
  - Franciszek Zabłocki – Sarmatyzm (pierwsze wydanie, napisany 1784, wystawiony 1785)

## Nowe poezje
- polskie
  - Kazimierz Brodziński – Wiesław
- zagraniczne
  - Basílio da Gama(inne języki) – A declamação trágica
  - John Keats – Lamia, Isabella, The Eve of St. Agnes, Hyperion, and Other Poems
  - Percy Bysshe Shelley – Prometheus Unbound: A Lyrical Drama in Four Acts, With Other Poems
  - William Whitehead(inne języki) – A Poem on the Battle of Waterloo

## Urodzili się
- 2 grudnia – Jelizawieta Achmatowa, rosyjska pisarka, wydawca i tłumacz (zm. 1904)
- 23 maja – Apollo Korzeniowski, polski poeta i dramaturg (zm. 1869)

## Zmarli
- 23 lutego – Alojzy Feliński, polski poeta i dramatopisarz (ur. 1771)
- 29 września – Antonín Jaroslav Puchmajer, czeski poeta (ur. 1769)

Brak daty dziennej:
- Nguyễn Du, wietnamski poeta (ur. 1765)